# Burgergemeinde Biel

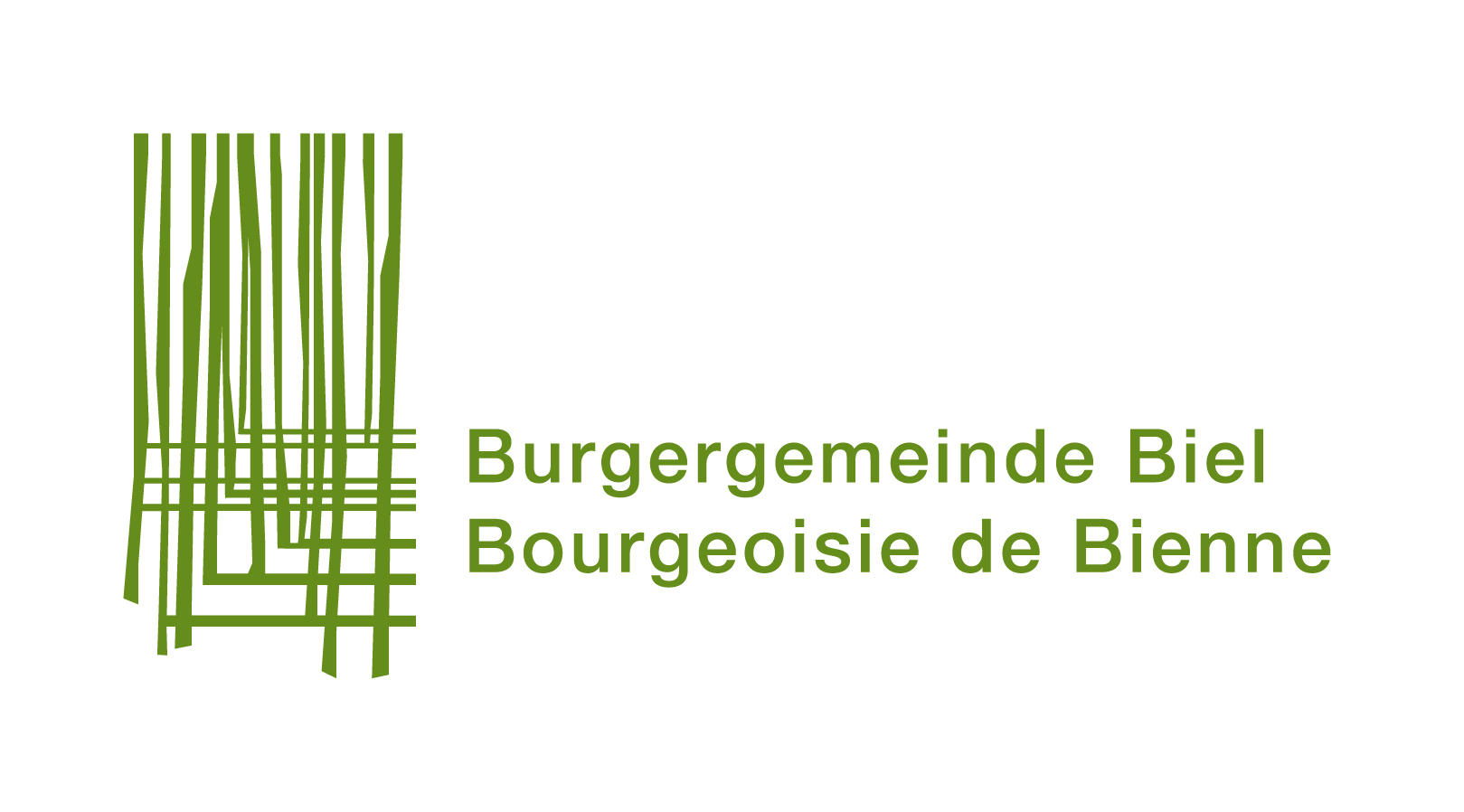
Das Logo der Burgergemeinde Biel

Die  Burgergemeinde Biel  ist eine Burgergemeinde der Stadt Biel in der Schweiz. Sie ist eine durch die Bundesverfassung und die Verfassung des Kantons Bern garantierte öffentlich-rechtliche Körperschaft. Im Stimmenregister der Burgergemeinde Biel sind rund 450 Personen eingetragen. Sie sind somit stimm- und wahlberechtigt. Die Burgergemeinde Biel ist eine Personalgemeinde, die Stadt Biel dagegen eine Territorialgemeinde.
Die Burgergemeinden sind wie alle Gemeinden im Kanton Bern dem kantonalen Gemeindegesetz unterstellt, darin steht im Artikel 112: Die Burgergemeinden sind die als Gemeinden organisierten Burgerschaften. Sie setzen sich nach Massgabe ihrer Mittel zum Wohl der Allgemeinheit ein. Da die Burgergemeinden nicht über die Möglichkeit verfügen, Steuern zu erheben, muss sie ihre Ausgaben ausschliesslich mit den Erträgen aus ihrem Vermögen und ihrer unternehmerischen Tätigkeit finanzieren. Das historische Vermögen der Burgergemeinde Biel besteht insbesondere aus rund 1'650 Hektaren Wald und 200 Hektaren landwirtschaftlich nutzbaren Flächen. Da die Waldbewirtschaftung überwiegend defizitär ist, kann die Burgergemeinde nur mit einer nachhaltigen und zurückhaltenden Finanzpolitik sowie einer ehrenamtlichen Arbeit ihrer Behördenmitglieder funktionieren. Dank den Erträgen aus ihren Tätigkeiten im grünen Bereich (Baumschnitt- und Baumpflegearbeiten, Gartenunterhalt, Trockensteinmauerbau, ökologische Ersatzmassnahmen etc.) und den Erträgen aus Gesteinsabbau auf eigenem Boden kann die Burgergemeinde die Sozialhilfe ihrer Burgerschaft übernehmen und sich mit Fokus auf Natur- und Landschaftspflege für die Öffentlichkeit einsetzen.

## Geschichte

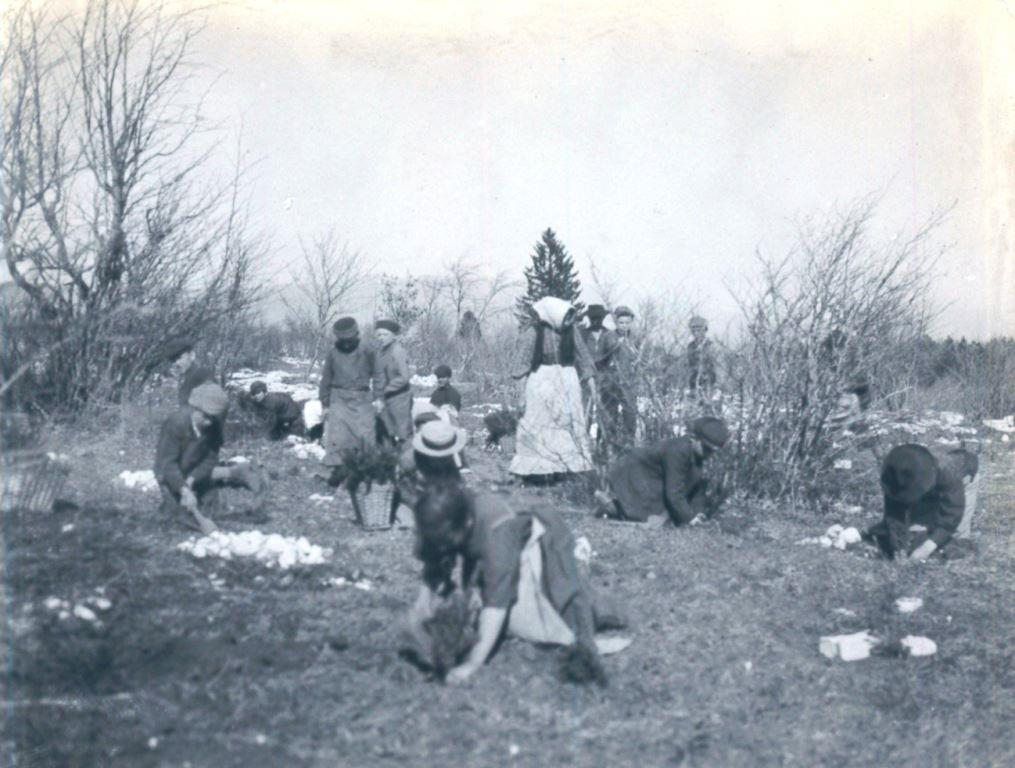
Aufforstung auf der Hohmatt durch Kinder zwischen 1905 und 1910

Die frühen Bewohner der dörflichen Siedlung Biel bestanden aus Rebbauern, Landwirten, Handwerkern und Händlern und wurden erstmals 1237 als "cives" (Bürger) in "Biene" genannt. In der Hierarchie gab es neben den freien, vollberechtigten Burgern, die Grundbesitz in der Stadt hatten, auch Ausburger, die ausserhalb der Stadt wohnten und Hintersassen (Nichtburger) mit jeweils abnehmenden Rechten.
Erstmals tritt die Bieler Burgerschaft 1251 als handelnde Körperschaft in Aktion. 1798 zogen die Franzosen in die Stadt Biel ein und die burgerlichen Güter wurden verteilt und die Burgergemeinde somit aufgelöst. Mit dem Ende der Helvetischen Republik 1803 wurde die Burgergemeinde wiederhergestellt. Der Wiener Kongress von 1815 setzte die Munizipalrechte in Biel wieder ein.
Um 1830 wurden in der ganzen Schweiz Einwohnergemeinden geschaffen. Als Folge davon ersetzte nun auch in Biel ab 1832 der Einwohnergemeinderat die burgerliche Stadtbehörde. Im Ausscheidungsvertrag von 1855 regelten die Burgergemeinde Biel und die Einwohnergemeinde Biel ihre Besitzverhältnisse, Aufgaben und Verantwortungen. Mit den Eingemeindungen von Vingelz (1900), Bözingen (1917), Madretsch und Mett (1920) in die Stadt Biel wurde einzig die Burgergemeinde Vingelz mit der Burgergemeinde Biel fusioniert, die übrigen Burgergemeinden behielten ihre Selbstständigkeit. Damit ist die Stadt Biel wahrscheinlich die Stadt mit den meisten Burgergemeinden in der Schweiz.

## Eigentum

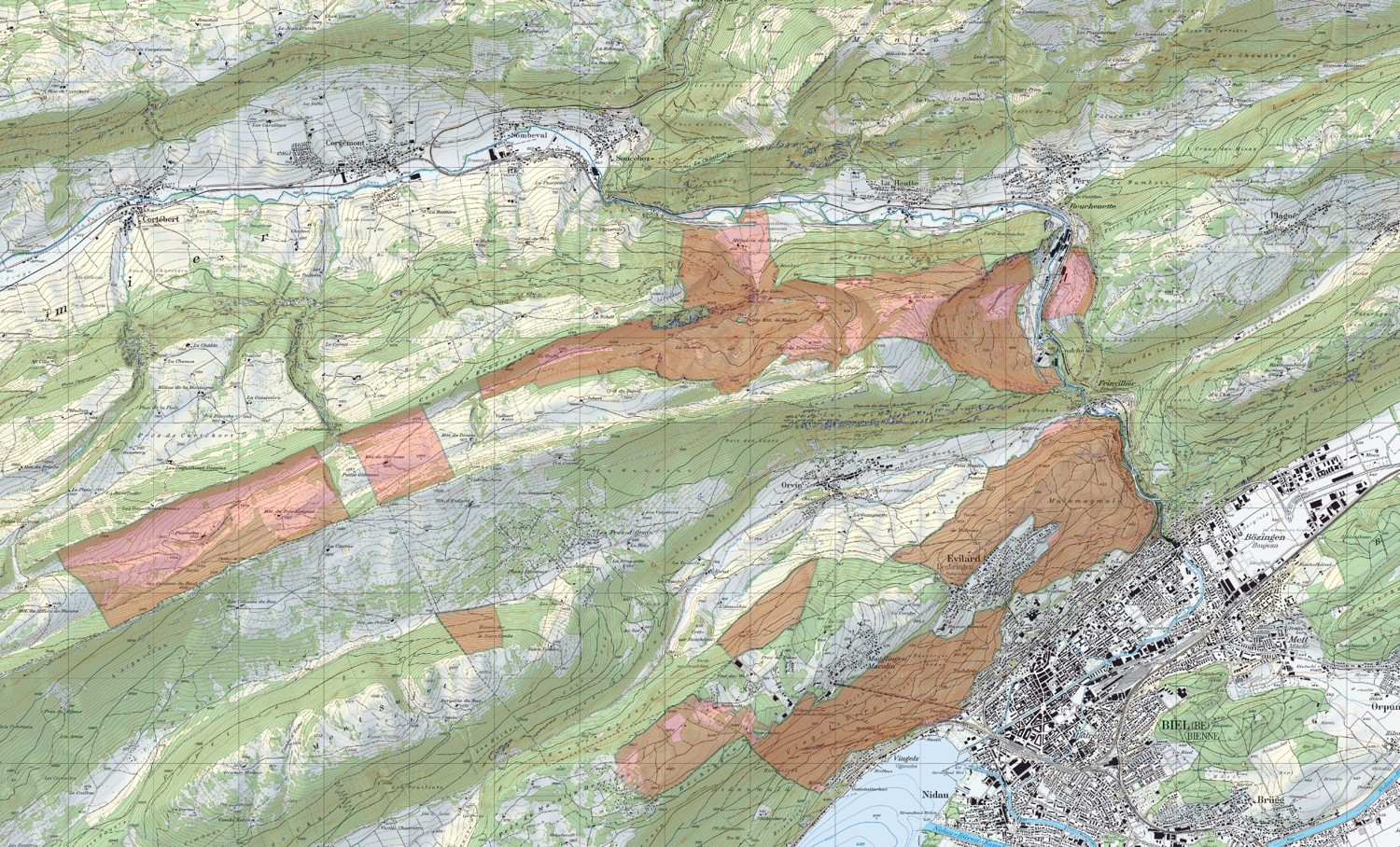
Liegenschaften der Burgergemeinde Biel (Stand 2020)

Aus historischen Gründen befand sich das Eigentum der Burgergemeinde Biel bis zum Kauf des Rebberges "Cornemuse" im Jahr 2012 ausschliesslich im ehemaligen Herrschaftsgebiet des Fürstbistums Basel. Die Pflege und die schonungsvolle Bewirtschaftung der 1650 Hektaren Wälder und 200 Hektaren Weiden sowie der Unterhalt der in ihrem Besitz verbleibenden Liegenschaften gehören zu den obersten Zielen der Burgergemeinde.
Infolge der Übernutzung ihrer Wälder liess sie im Jahr 1836 vom bekannten Forstmeister Karl Kasthofer einen Bericht über den Zustand der Wälder erstellen, welcher Anlass war, um 1839 mit Adolf von Greyerz den ersten Stadtförster anzustellen, die Bewirtschaftung der Wälder überwachen zu lassen und in Richtung Nachhaltigkeit zu führen. Die Nachhaltigkeit ist heute fest im Waldgesetz verankert. Im Gegenteil zu früher werden viele Wälder heute sogar unternutzt und der Holzvorrat in den Schweizer Wäldern nimmt stetig zu. Der Erlass des ersten Forstpolizeigesetzes der Schweiz (1876) hat dazu geführt, dass auch die Waldfläche bis heute stetig zunimmt.